# Lagocephalus wheeleri
Lagocephalus wheeleri és una espècie de peix de la família dels tetraodòntids i de l'ordre dels tetraodontiformes.

## Morfologia
- Els mascles poden assolir 30 cm de longitud total.[4][5]

## Hàbitat
És un peix marí, de clima temperat i demersal.

## Distribució geogràfica
Es troba al Japó, Taiwan i el mar de la Xina Oriental.

## Observacions
És inofensiu per als humans.